# Luceria nigerrimalis
Luceria nigerrimalis är en fjärilsart som beskrevs av Geoffrey Fryer 1912. Luceria nigerrimalis ingår i släktet Luceria och familjen nattflyn. Inga underarter finns listade i Catalogue of Life.